# Trichostylum parafaciale
Trichostylum parafaciale là một loài ruồi trong họ Tachinidae.